# سان مایکروسیستمز
سان مایکروسیستمز (به انگلیسی: Sun Microsystems) شرکت سازنده رایانه و نرم‌افزار بود که ستاد آن در منلو پارک، شهرستان سن ماتئو، منطقه خلیج سان‌فرانسیسکو، کالیفرنیا بود. این شرکت در تاریخ ۲۴ فوریه ۱۹۸۲ (۵ اسفند ۱۳۶۰) آغاز به کار کرد و پس از توافق اولیه در تاریخ ۲۷ ژانویهٔ ۲۰۱۰ (۸ بهمن ۱۳۸۸) از ۲۰ آپریل ۲۰۰۹ به‌طور کلی، توسط شرکت اوراکل به قیمت ۷٫۴ میلیارد دلار آمریکا خریداری شد و به نام اوراکل آمریکا تغییر نام داد.
سان مایکروسیستمز، یک فروشنده چندملیتی رایانه در زمینه قطعات رایانه و خدمات اطلاعات فناوری و نیز تولیدکننده‌ای پیشرو در زمینهٔ نرم‌افزار است.
محصولاتِ این شرکت، سرورهای رایانه‌ای و ایستگاه‌های کاری مبتنی بر پردازنده‌های ساخت خود اسپارک و همچنین ریزپردازنده‌های شرکت ای‌ام‌دی، اوپترون و نیز ریزپردازنده‌های زئون از شرکت اینتل، سامانه‌های ذخیره‌سازی داده رایانه، و یک مجموعه‌ای از محصولات نرم‌افزاری از جمله سیستم‌عامل سولاریس، کیت توسعه، زیرساخت‌های وب نرم‌افزار، و برنامه مدیریت هویت هستند. فناوری‌های دیگر که عبارتند از سکوی جاوا، مای‌اس‌کیوال (به انگلیسی: MySQL) و ان‌اِف‌اِس نیز از سوی این شرکت ارائه شده‌است. در ۷ بهمن ۱۳۸۸ خرید سان توسط اوراکل به قیمت ۷٫۴ میلیارد دلار آمریکا بر پایه توافق صورت گرفته در ۳۱ فروردین ۱۳۸۹ خریداری شد و در همان ماه با شرکت اوراکل آمریکا ادغام شده و هر دو تحت نام شرکت اوراکل آمریکا درآمدند.

## تاریخچه
طراحی اولیه برای ایستگاه‌کاری مبتنی بر یونیکس سان با نام سان-۱ توسط اندی بچتولشیم ریخته‌شد. وی در آن زمان دانشجوی دانشگاه استنفورد در پالو آلتو در کالیفرنیا بود. در واقع طرح اولیهٔ ایستگاه کاری سان، برای شبکهٔ دانشگاه استنفورد ارایه‌شده بود که بخش از طراحی شخصیِ وی برای ایستگاه‌کاری بود. این ایستگاه کار بر پایه پردازندی موتورولا ۶۸۰۰۰ به همراه واحد مدیریت حافظه (ام‌ام‌یو) برای پشتیبانی از یونیکس طراحی شده‌بود. در ۵ اسفند ۱۳۶۱ وینود کسلا، اسکات مک‌نیلی و اندی بچتولشیم که همگی دانشجویان فارغ‌التحصیل از دانشگاه استنفورد بودند شرکت سان مایکروسیستمز را بنا نهادند. بیل جوی از دانشگاه کالیفرنیا، برکلی که از توسعه‌دهندگان اولیه بی‌اس‌دی بود خیلی زود به آن گروه پیوست و از افراد اصلی و بنیانگذار شرکت شد. نام سان از پروژه صورت گرفته در شبکه دانشگاه استنفورد گرفته شده‌بود. سان از همان ۳ ماهٔ نخست کار، سودآور بود.
سان از سال ۱۳۶۵ با علامت تجاری SUNW به صورت عمومی وارد بازار بورس می‌شود. این علامت تجاری کوته نوشت SUN Workstation بود که بعدها به صورت SUN Worldwide درآمد. این نشان در سال ۲۰۰۷ برای نشان دادن اولویت تجاری و کاری شرکت و به منظور بهتر رساندن اهداف شرکت در پشتیبانی سکوی جاوا به JAVA تغییر نام نمود. نشان سان که به صورت چهار کلمهٔ سان (SUN) متداخل در کنار هم هستند که توسط پروفسور وگان پرت طراحی شده‌بود، طراحی اولیه دارای رنگ نارنجی که کلمهٔ سان به صورت افقی و عمودی در کنار هم قرار می‌گرفت. اما در طراحی دوباره، همین نشان با رنگ بنفش و ایستاده بر روی یک گوشه از این چهارچوب نمایان شد.

### حباب و بعد از آن
در جریان حباب دات-کام، سان شروع به درآمدزایی نمود و باعث افزایش چشمگیر ارزش سهامش شد. با این شرایط آغاز به استخدام کارکنان بیشتری برای توسعهٔ کارهایش کرد. کارهایی که بعضاً به نوآوری‌هایی شایسته بود ولی بیشتر این کارها به خاطر درخواست‌ها از سوی شرکت‌های اینترنتی بود. در سال ۲۰۰۰ (۱۳۷۹ خورشیدی) با ترکیدن حباب دات‌کام، سان به عنوان بزرگترین شرکت فروشندهٔ سخت‌افزار دچار سقوطی باورنکردنی شد. این شرکت که با ورشکست شدن خریدارانش، مشتریان خود را از دست داده بود دچار شوک شدیدی شد. به‌طوری‌که ارزش سهام این شرکت در عرض یک سال یک دهم ارزش آن در دهه ۱۹۹۰ (میلادی) شد و از بیش از یکصد دلار به ازای هر سهم به چیزی در حدود ۱۰ دلار رسید که البته پس از یک‌سال و در سال ۲۰۰۲ (۱۳۸۰ خورشیدی) به ۲۰ دلار به ازای هر سهم رسید. این سریعترین سقوط ارزش در میان شرکت‌های هم نوع خودش بود. سان در سال ۲۰۰۴ با متمرکز کردن ساختمان‌های خود در هیلزبورو، اورگن کارخانهٔ خود را در کالیفرنیا را تعطیل نمود. البته این کارخانه نیز در سال ۲۰۰۶ تعطیل شد. این موضوع‌ها باعث جدا شدن برخی از مدیران ارشد و نخبه شد که این جدا از اخراج برخی از کارکنان بود. کاهش هزینه‌ها از دیگر اقدامات صورت گرفته بود.

### تمرکز کاری پس از واقعه
در سال ۲۰۰۵ (۱۳۸۳ خورشیدی) سان دو پروژهٔ بزرگ خود را که بر روی موازی‌سازی در سطح دستورها و فرکانس کاری بود را لغو نمود. به جای آن سان رو به پروژه‌هایی راجع به ویژگی چندریسمانی و چندپردازشی روی آورد که منجر به تولید اولترااسپارک تی۱ (با نام رمز نیاگارا) شد. همچنین این شرکت به استفاده از پردازشگرهای شرکت فوجیتسو در سرورهای میانی و سطح بالای خود روی آورد. این سری از سرورهای در میانهٔ سال ۲۰۰۷ (۱۳۸۶ش) به عنوان سری-ام و به عنوان بخشی از سرورهای اسپارک اینترپرایز رونمایی و معرفی شد.